# Inter RAO
Inter RAO (en russe : Интер РАО) est une entreprise russe faisant partie de l'indice de la bourse de Moscou. Fondée en 1997, elle est en position de monopole sur l'import et l'export d'électricité en Russie. En 2023, le chiffre d'affaires de la société s'élève à 449 millions d'euros.